# Выкуп (фильм, 1974)
«Выкуп» (англ. The Ransom) — кинофильм, основанный на истории похищения посла Англии в Скандинавии.

## Сюжет
Группа террористов во главе с Мартином Шепердом проникает в посольство Великобритании в Норвегии и берет в заложники персонал, выдвинув требование освободить из английских тюрем своих товарищей. В то же время второй отряд в аэропорту захватывает авиалайнер с пассажирами, для вывоза из страны бывших заключённых. Самолёт получает повреждения и террористам приходится ждать завершения ремонтных работ. Время идёт. К операции по освобождению заложников подключается полковник Нильс Талвик…

## В ролях
| Актёр          | Роль            |
| -------------- | --------------- |
| Шон Коннери    | Нильс Талвик    |
| Иэн Макшейн    | Рэй Петри       |
| Джефри Викхэйм | Барнс           |
| Джон Квентин   | Мартин Шеперд   |
| Изабель Дин    | миссис Палмер   |
| Роберт Харрис  | Джеральд Палмер |
| Джеймс Максвел | Бернхард        |
| Вильям Фокс    | Фэррис          |
| Гарри Лендис   | пилот           |
| Норман Бристоу | Дэнвер          |
| Джон Кординг   | Берт            |

## Съёмочная группа
- Режиссёр: Каспер Вреде
- Продюсер: Питер Роли
- Сценарий: Поль Уилер
- Оператор: Свен Нюквист
- Монтажёр: Эрик Бойд-Перкинс
- Композитор: Джерри Голдсмит
- Художник-постановщик: Свен Викман
- Художник по костюмам: Эльза Феннел
- Художник-гримёр: Стюарт Фриборн

## Интересные факты
- Основные съёмки фильма прошли в Осло, Норвегия.
- Норвежская Ассоциация пилотов сначала была против использования для съёмок аэропорта Осло.